# Maun (Bocvana)
Maun je grad u Bocvani, sjedište distrikta Sjeverozapad (Ngamiland). Polazna je točka za turiste koji idu na safari u deltu rijeke Okavango. Ima zračnu luku (jednu od najprometnijih u Južnoj Africi), nekoliko hotela i restorana te brojne male čarter aviokompanije, koje lete u područje Okavongoa.
Grad je osnovan 1915. godine i slovi za prijestolnicu naroda Batawana. Ime na jeziku Bušmana znači "mjesto kratke trske". Turizam i bolja cestovna povezanost pridonijeli su naglom razvitku 1990-ih godina. 
Godine 2001. Maun je imao 43.776 stanovnika.

## Vanjske poveznice
- Maun na stranici Bocvanske turističke zajednice (engl.)

### Ostali projekti
|  | Zajednički poslužitelj ima još gradiva o temi Maun |